# Placilla
Placilla es una comuna de Chile perteneciente a la provincia de Colchagua, en la Región del Libertador General Bernardo O'Higgins, en la zona central de Chile. Se encuentra ubicada al sureste del Valle Central, en la cuenca y ribera sur del río Tinguiririca. Limita al norte con la comuna de San Vicente de Tagua Tagua, al sur con la comuna de Chimbarongo, al este con la comuna de San Fernando y al oeste con la comuna de Nancagua.

## Historia
Según la tradición, el nombre de la comuna se debe al destino que tuvo el poblado como lugar de descanso en el viaje desde la costa hacia San Fernando. La primera referencia a Placilla la encontramos en el censo efectuado en el año 1787 con ocasión de la división del Partido de Colchagua en 26 diputaciones, figurando como una de estas con una población de 1.399 habitantes.
El 22 de diciembre de 1891, en el gobierno de Jorge Montt y en los tiempos en que "la Revolución del 91" sacude al país, se redacta el Decreto N.º 2.297 sobre la creación de Municipalidades, por este acto administrativo se crea la Municipalidad de Placilla, entre muchas otras, como una manera de reemplazar las antiguas subdelegaciones. El 6 de mayo de 1894 se crea el municipio, siendo su primer alcalde don José María Mujica.
Un año después se obtiene el terreno para la construcción de una iglesia gracias a la donación de don José Domingo Fuenzalida. En 1903, don Cipriano Guerrero dona a la viceparroquia de Placilla un terreno ubicado en La Dehesa para la creación de un cementerio parroquial y en 1907, dada la profunda vocación cristiana del pueblo de Placilla, don José Tomás Galaz, dona a la parroquia un terreno para erigir un santuario a la Inmaculada Concepción. Actualmente en este sector de La Dehesa existe un cementerio de apestados donde habrían sido enterrados los difuntos de una gran epidemia de viruela ocurrida alrededor del año 1872.
Durante el período comprendido entre 1891 y 1925 diversos actos de los gobiernos de turno modificaron la división político-administrativa de la provincia de Colchagua, para el censo del año 1920 la comuna de Placilla se definía dentro de dicha provincia en el departamento de San Fernando. En los años 30 Placilla dejó de ser comuna pasando a formar parte de San Fernando y Nancagua, esto tuvo corta duración gracias a las gestiones del diputado don Oscar Gajardo quién logra en septiembre de 1934, que se dicte la ley que revirtió esta situación.

## Medio ambiente

### Geomorfología y componentes abióticos

Trazado simplificado de los ecosistemas y cuerpos de agua presentes en la comuna de Placilla.

La comuna de Placilla se encuentra emplazada en las unidades geomorfológicas de Cuenca de Rancagua, Cordillera de la costa y Llano central fluvio-glacio-volcanico; y presenta según la clasificación climática de Köppen clima mediterráneo de lluvia invernal (Csb) y clima mediterráneo de lluvia invernal de altura (Csb (h)). Esta además se halla en la cuenca hidrográfica de río Rapel. Además, la comuna posee diversos cuerpos de agua, entre los que se destacan el Río Tinguiririca.

### Componentes bióticos
Dentro del territorio de la comuna se pueden hallar los siguientes ecosistemas:
- Bosque caducifolio mediterráneo costero donde predominan Nothofagus macrocarpa y Ribes punctatum (Vulnerable)
- Bosque esclerófilo mediterráneo andino donde predominan Quillaja saponaria y Lithrea caustica (Vulnerable)
- Bosque esclerófilo mediterráneo costero donde predominan Cryptocarya alba y Peumus boldus (Vulnerable)
- Bosque espinoso mediterráneo interior donde predominan Acacia caven y Lithrea caustica (En peligro)

### Medidas de protección ambiental y conflictos socioambientales
Hasta 2022, la comuna de Placilla cuenta con las siguientes zonas que poseen algún nivel de protección ambiental:
- Altos de Lolol y Chépica (Sitios ERB)[13]
- Cordillera de la costa Valle Central (Sitios ERB)[14]

## Demografía
La comuna de Placilla abarca una superficie de 148,76 km² de los cuales un 98,3% corresponde al área rural y el 1,7% restante al área urbana. Corresponde al 2,6% de la provincia de Colchagua y el 0,89% de la región. Tiene una población de 9 624 habitantes (censo 2012), correspondientes al 1,1% de la población total de la región y una densidad de 65,51 hab/km². Del total de la población, 4 810 son mujeres (49,98%) y 4 814 son hombres (50,02%).

### Localidades
La comuna de Placilla agrupa las localidades de Placilla urbano, Placilla rural, San José de Peñuelas, Rinconada de Manantiales, San Luis de Manantiales, Villa Alegre, Taulemu, La Tuna, La Dehesa, El Camarón, Chacarillas, Arica y Lo Moscoso, todas ellas con arquitectura del siglo XIX, con casas de adobe y tejas rurales en diferente estado de conservación.

## Administración

### Municipalidad

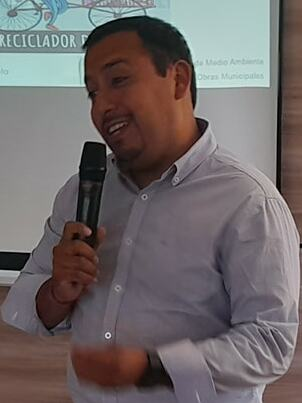
Marcelo González Farías (2022-2024)

La Ilustre Municipalidad de Placilla debía ser dirigida en el período edilicio 2021-2024 por el alcalde Tulio Contreras Álvarez (PDC), elegido democráticamente para el cargo. Sin embargo, Tulio fallece el 8 de agosto de 2022 a raíz de un cáncer estomacal. Fue sucedido en el cargo por el hasta entonces concejal Marcelo González Farías (PDC). En las elecciones municipales del 2024, Marcelo González consiguió mantener su cargo e imponerse como alcalde electo con el 36,71% de los votos.

### Representación parlamentaria
Placilla pertenece al distrito electoral n.º 16 y a la 8.ª circunscripción senatorial (O'Higgins). Es representada en la Cámara de Diputados del Congreso Nacional por los diputados Carla Morales Maldonado (RN), Eduardo Cornejo Lagos (UDI), Cosme Mellado Pino (PR), Félix Bugueño Sotelo (FRVS). A su vez, es representada en el Senado por los senadores Alejandra Sepúlveda Orbenes de la (FRVS), Juan Luis Castro González del (PS), Javier Macaya Danús de la (UDI).
La ciudad es representada ante el Consejo Regional por los consejeros Yamil Andrés Ethit Romero (UDI), Luis Silva Sánchez (ind. UDI), Cristina Marchant Salinas (Indep.), Natalia Tobar Morales (Evópoli) y Gerardo Esteban Contreras Jorquera (RN).

## Economía
La principal actividad económica en Placilla es la agricultura, principalmente en los sectores vitivinícola y frutícola, que generan una importante fuente de empleos durante el verano. En invierno, por otra parte, aumenta significativamente el desempleo, siendo actualmente uno de los mayores problemas de la comuna, la que cuenta con una tasa de pobreza del 70% y un Puntaje CAS —medidor nacional— inferior a los 550 puntos.
En 2018, la cantidad de empresas registradas en Placilla fue de 214. El Índice de Complejidad Económica (ECI) en el mismo año fue de -0,37, mientras que las actividades económicas con mayor índice de Ventaja Comparativa Revelada (RCA) fueron fabricación de recipientes de madera (176,85), cultivos frutales en plantas con ciclo de vida de una temporada (126,15) y servicio de recolección, empacado, trilla, descascaramiento y desgrane (52,6).

## Lugares de interés
La iglesia de Rinconada de Manantiales es un interesante exponente de la arquitectura religiosa del siglo XIX. Las dos casas ubicadas en Oscar Gajardo, vía principal de la comuna, distinguen por su volumen y estilos, la primera es una gran residencia con antejardín y una pileta de influencia francesa, la otra, de dos pisos posee una galería vidriada con un cuidadoso trabajo de carpintería sobre un corredor hacia la calle.
La Estación de Ferrocarriles de Placilla, ubicada en el kilómetro 13,7 del Ramal San Fernando-Pichilemu, es el único edificio de la comuna que tiene la calidad de Monumento Nacional.
Además, otras construcciones han sido clasificadas como Inmuebles de Conservación Histórica por su valor arquitectónico, histórico y cultural:
- Fundo San José de Peñuelas
- Iglesia de Rinconada de Manantiales
- Hacienda Manantiales de Placilla
- Cementerio de Placilla
- Casa de principios del siglo XX de calle Oscar Gajardo
- Casa con galería vidriada de calle Oscar Gajardo
- Municipalidad de Placilla
- Fundo Placilla
- Iglesia San Francisco
- Casas junto a la estación de ferrocarriles de Placilla